# Takifugu obscurus
Takifugu obscurus är en fiskart som först beskrevs av Abe 1949.  Takifugu obscurus ingår i släktet Takifugu och familjen blåsfiskar. IUCN kategoriserar arten globalt som livskraftig. Inga underarter finns listade i Catalogue of Life.